# Wai Ching Ho
Wai Ching Ho est une actrice hongkongaise née le 16 novembre 1943.

## Filmographie

### Cinéma
- 1990 : Cadillac Man : la femme asiatique
- 1991 : La télé lave plus propre : Fan
- 1996 : 2 Mayhem 3
- 1998 : Sonia Horowitz, l'insoumise : Lady Vendor
- 1998 : Happiness : une étudiante
- 2000 : Au nom d'Anna : la deuxième femme au confessional
- 2003 : Robot Stories : Bernice
- 2003 : A Boy and a Girl : Mama
- 2006 : Beautiful Ohio : la femme âgée
- 2007 : Year of the Fish : la deuxième couturière
- 2008 : Adventures of Power : Yolanda Fong
- 2009 : The Greatest : la professeure de piano
- 2009 : Children of Invention (en) de Tze Chun : Doris
- 2009 : 2B : Dr Tanaka
- 2009 : 5 Lessons and 9 Questions About Chinatown
- 2010 : L'Apprenti sorcier : la Chinoise
- 2010 : Three Minutes : la mère
- 2011 : The Potential Wives of Norman Mao : Ling Ling Ng
- 2012 : Premium Rush : sœur Chen
- 2012 : Sweatshop Kid : la grand-mère
- 2012 : Half of Her : Mlle Yang
- 2014 : Listen Up Philip : Helen
- 2014 : Affluenza : Mary
- 2014 : Cantonese Style!
- 2015 : Tracers : Chen
- 2017 : April Flowers : prochaine April
- 2018 : Accommodations : Chun
- 2018 : Petits coups montés : la mère de Kirsten
- 2018 : High Resolution : la mère de Paul
- 2019 : Lucky Grandma : Lei Lei la diseuse de bonne aventure
- 2019 : Queens : la grand-mère de Destiny
- 2021 : Song & Grace : la grand-mère
- 2022 : Alerte rouge : Grand-mère
- 2022 : Tender Ears : Teresa
- 2022 : Lovely, Dark, and Deep : Zhang
- 2022 : Sight : Alian

### Télévision
- 1983-1990 : On ne vit qu'une fois : Kim (6 épisodes)
- 1992 : Swans Crossing : Dr Kamber (2 épisodes)
- 2000 : Wonderland (1 épisode)
- 2000 : Enquêtes à la une : le médecin (1 épisode)
- 1992 : New York, police judiciaire : Mme Rhee (saison 3, épisode 7)
- 1999 : New York, police judiciaire : la propriétaire (saison 10, épisode 8)
- 2001 : New York, police judiciaire : Mme Ngai (saison 11, épisode 12)
- 2001 : New York, unité spéciale : Susan Guan (saison 3, épisode 8)
- 2001 : New York, section criminelle : Jane Yu (saison 1, épisode 10)
- 2006 : New York, section criminelle : Mrs. Wong (saison 5, épisode 13)
- 2008 : New Amsterdam : l'Asiatique (1 épisode)
- 2009 : Flight of the Conchords : Mme Lee (1 épisode)
- 2010 : Blue Bloods : l’étrangère (1 épisode)
- 2011 : New York, unité spéciale : Gladys Tang (saison 13, épisode 9)
- 2015 : Orange Is the New Black : Mme Hu (1 épisode)
- 2015-2016 : Daredevil : Mme Gao (6 épisodes)
- 2016-2018 : Bienvenue chez les Huang : Big Auntie (2 épisodes)
- 2017 : Iron Fist : Mme Gao (9 épisodes)
- 2017 : The Defenders : Mme Gao (6 épisodes)
- 2018 : The Good Cop : Dr Kim (1 épisode)
- 2018 : New Amsterdam : June Chiang (1 épisode)
- 2020-2021 : Awkwafina Is Nora from Queens : Li-Wei et la grand-mère (3 épisodes)
- 2025 : New York, police judiciaire : Li Tan (saison 24, épisode 20)

### Jeu vidéo
- 2004 : Grand Theft Auto: San Andreas : une piétonne